# Tornabous
Tornabous là một đô thị trong tỉnh Lérida, cộng đồng tự trị Cataluña Tây Ban Nha. Đô thị Tornabous có diện tích là 24,17 ki-lô-mét vuông, dân số năm 2009 là 683 người với mật độ 35,71 người/km². Đô thị Tornabous có cự ly km so với tỉnh lỵ Lérida.